# 眉間

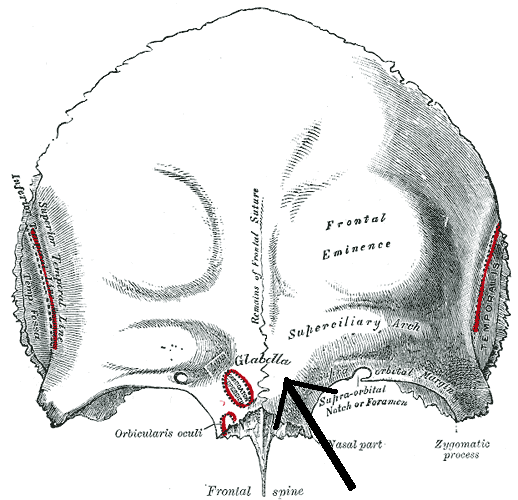
眉間の場所が矢印で示されており、Glabellaと記述されている。

眉間（みけん、まゆあい、びかん、まいあい、羅: 英: glabella, 独: Stirnglatze）とは、眉と眉との間の部分を指す部分のことである。
とくに、眉間の左右の中心を眉間点（みけんてん）という。

## 生物学的性質
眉間をハンマーや指で軽く叩くと、瞬目（まばたき）が起こる。これを眉間反射という。正常である場合は何度か叩くことで刺激に慣れるが、繰り返しまばたきが続く場合は成人では異常であり、これをマイヤーソン徴候と呼ぶ。
眉間の皮膚の張りは、脱水症状の評価に使用することができる。眉間の皮膚をそっとつまみ、放した後に元に戻らない場合は脱水の傾向にある。
眉間点は、頭長を測定するための人体計測点として用いられる。

## 道教
道教の内丹術においては、眉間の奥を上丹田と呼ぶ。

## 人相学
人相学における眉間の呼称には、印堂や、命宮がある。

## 美容
眉間の間隔の広さは、その人物の印象に影響を及ぼす一因となる。眉間が狭い場合は厳しい性格に捉えられ、眉間が広いと穏やかであると受け取られる。さらに極端に眉間が広い顔つきであると、頼りなさげにも感じ取られる。こういった顔の印象は、眉墨などの眉のメークによって調節することができる。
眉間点から鼻下点の距離と、鼻下点からオトガイ下点の距離との割合は1:1程度とされる。この比率は美容外科や外科的治療における指標に使用される。

## 文化
- 時今也桔梗旗揚#序幕_饗応の場（眉間割） - 序幕「饗応の場」は眉間割という通称を持つ[14]。

### 慣用表現
- 眉間傷百石 - 戦場で受けた眉間の傷は、百石にも値するということ[15]。
- 眉間尺、眉間一尺 - 眉間の広いこと。または、眉間の広い人[16][17]。